# Баламутівка (Хмельницький район)
Баламу́тівка — село в Україні, у Розсошанській сільській громаді Хмельницького району Хмельницької області.

## Походження назви
Костянтин Тищенко у своїй праці «Правда про походження українців» відносить назву Баламутівка до монголізмів (гунських і пізніших), а час їхнього виникнення — до VI—XIII століть н. е.
Існують такі версії про походження назви Баламутівка:
- від дієслова збаламутитися, оскільки селяни не послухали поміщика і поселилися не в урочищі Круча, а між річками Вовк і Фоса;
- баламути — назва мешканців зруйнованого селища, які поселилися в заплавах.

Але ймовірно, що назва походить від власного імені засновника села.
До давніх варіантів назви відносяться Balamutowcze (1583), Balamatowka (1650), Balamutowce (1678), Bałamutowka (1784), Баламутовка (1800)

## Географія

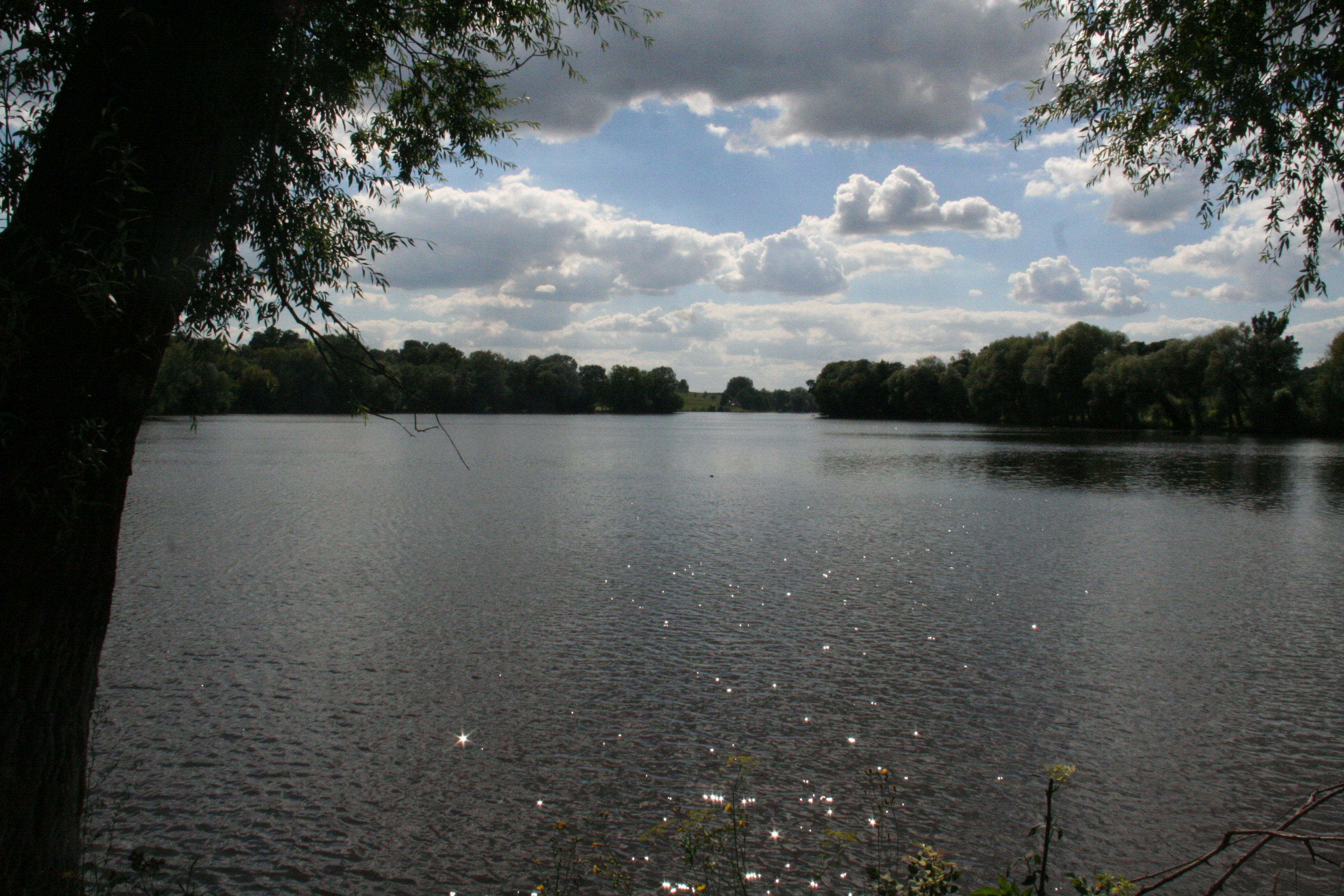
Ставок у селі Баламутівка («Великий став»)

У селі є чотири ставки. Один із них, «Панський став», викопаний за Анциферова М. Є. на початку XX століття. Також у селі є ще три ставки: «Великий став», «Польовий став», «Малий став».

## Історія

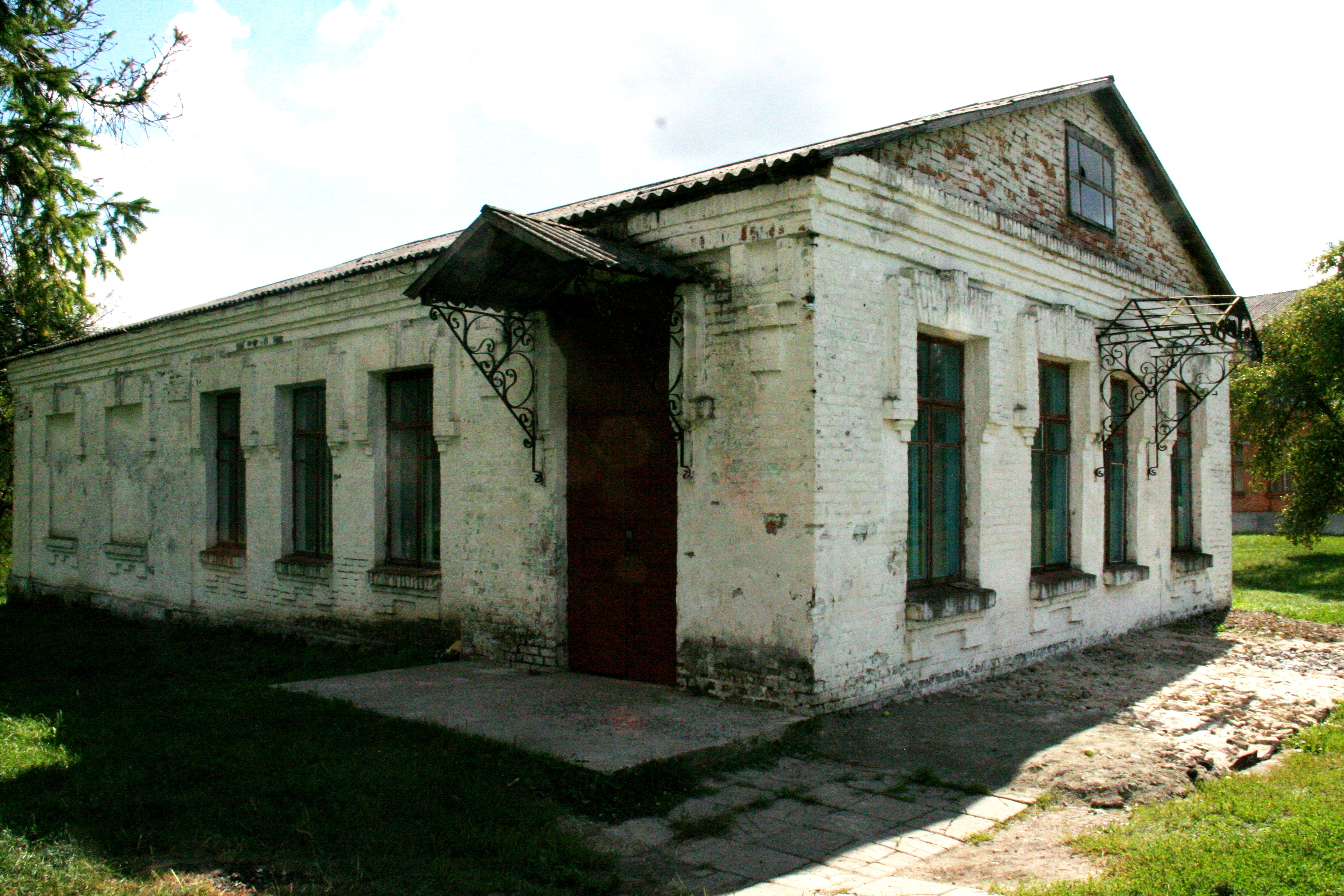
Будівля земської школи, село Баламутівка

На полях біля села є три давні кургани. Ще один розташований у селі.
За 1,7 км на захід від села, на лівому березі струмка, що тече через село, розташоване поселення черняхівської культури. Поселення внесено до реєстру як об'єкт археології місцевого значення.
Ймовірна дата виникнення села з невеликих хуторів — 1564 рік.

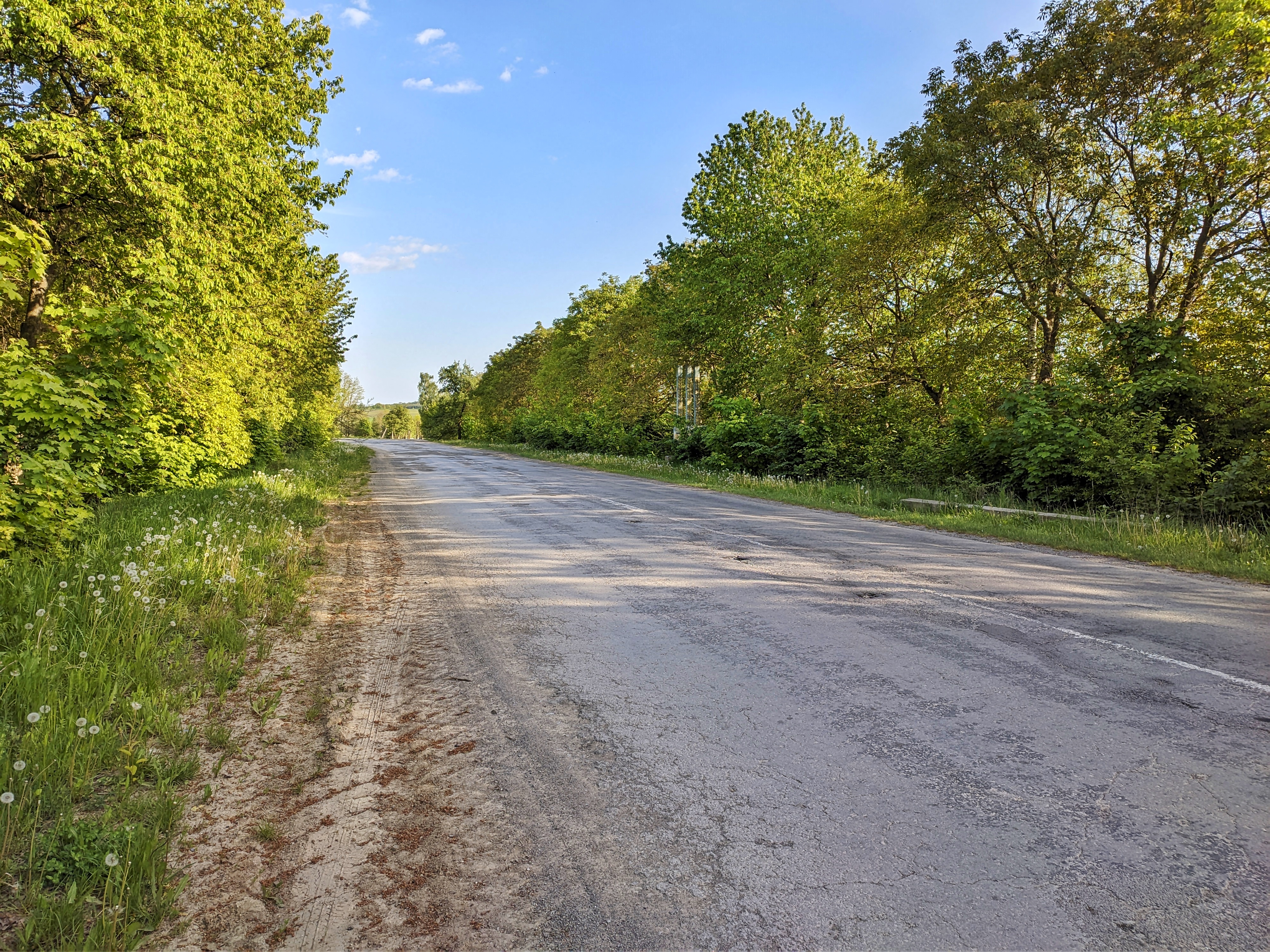
Автошлях Т2305, що проходить селом

У 1583 році було власністю роду Сенявських.
У 1715 році за підтримки князя Адама Чорторийського в Баламутівці була побудована трикупольна церква святого Архистратига Михаїла, а 1886 року — дзвіниця. Свого часу храм був уніатським, потім — православною церквою.
1862 року в Баламутівці була заснована трикласна церковно-приходська школа.
У кінці ХІХ століття село відносилось до Шаравської волості Проскурівського повіту. Було власністю Поморських, Погорецьких, у 1880 році власником був Порай-Кошиця.
Станом на 1885 рік налічувало 118 дворів, 705 мешканців, мало парафіяльну православну церкву, школу, цегельний завод, постоялий двір, водяний млин.

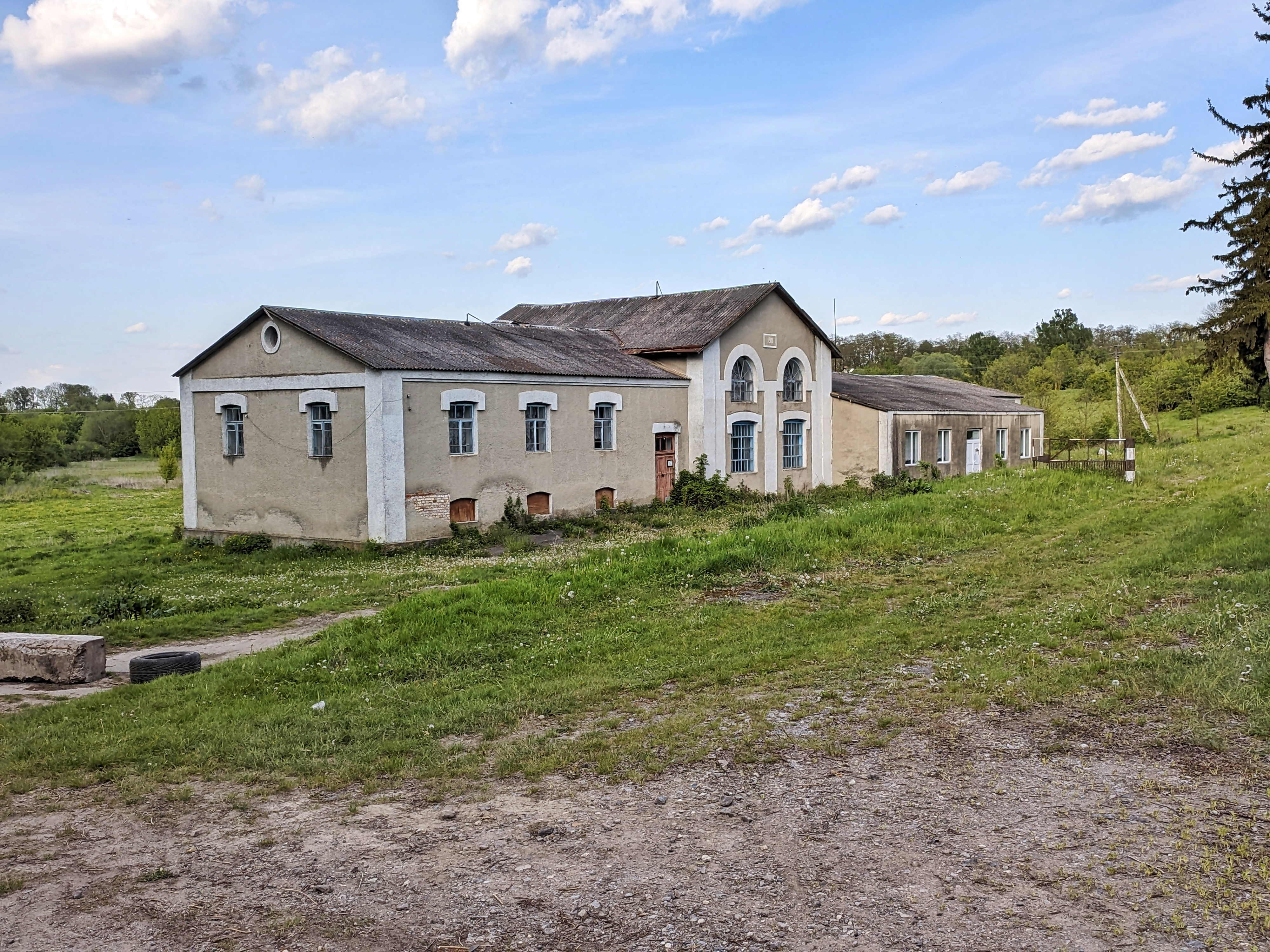
Гуральня (1910 рік), с. Баламутівка

1898 року село належало почесному громадянину Євгену Феодоровичу Анциферову, який проживав в Одесі на Херсонській вулиці. На початку XX століття село перейшло до його сина, Анциферова М. Є. При ньому був викопаний «панський став», побудовано водяний млин, гуральню, розбито величезний парк.
В 1906 році з квітня по листопад у селі відбувались заворушення селян. У 1913 році була збудована нова школа земського типу. В трьох класах навчалося 23 учні.
У 1918 році у Баламутівці діяла народна школа, при цьому земство сплачувало 500 карбованців річних оренди приміщення для земської школи, інші 100 карбованців — місцевий священник. У 1918 році селяни спалили панський маєток.
Після приходу до влади більшовиків, у 1920 році, діяв лікнеп для дорослих.
У 1929 році у селі було створено колгосп «Вільна праця», головою якого був Олійник О. С. В 1933 році колгосп перейменовано на імені Косіора, в 1938 році — імені Горького, в 1959 році — «Шлях Леніна», в 1963 році — «Гігант».
У 1933 році церкву було зруйновано активістами.
Під час Голодомору 1932—1933 років, за даними різних джерел, в селі загинуло біля 20 осіб. У 2008 році встановлено імена 15.
У 1938 році у селі було засновано хор «Барвінок», якому 1970 році було присвоєно звання «народного хору».
В 1944 році в селі працювала семирічна школа. До неї ходили учні із сусідніх сіл — Шумівців, Лугового, хутора Виноградівського.
Станом на 1971 рік у селі проживала 1021 особа, була садиба найбільшого в районі колгоспу «Гігант», який спеціалізувався на свиноводстві, працювали восьмирічна школа, клуб, бібліотека, швейна майстерня.
У 1975 році відкрили новозбудовану школу, у якій діяв гурток юних конструкторів. Найвищим досягненням гуртка було створення робота, якого нарекли ТУПом (телекерований універсальний прилад).
З 24 серпня 1991 року село входить до складу незалежної України.
У 2006 році народному хору «Барвінок» присвоєно звання «Народний аматорський колектив».
4 січня 2015 року відбулося перше богослужіння у новозбудованому храмі на честь Архистратига Михаїла (УПЦ КП, тепер ПЦУ).
У 2015 році Баламутівська загальноосвітня школа І-III ступенів отримала статус навчально-виховного комплексу.

## Інфраструктура
У селі діє середня загальноосвітня школа, є магазини, відділення «Укрпошти», фельдшерсько-акушерський пункт, клуб.

## Населення
Населення становить 511 осіб.

## Галерея

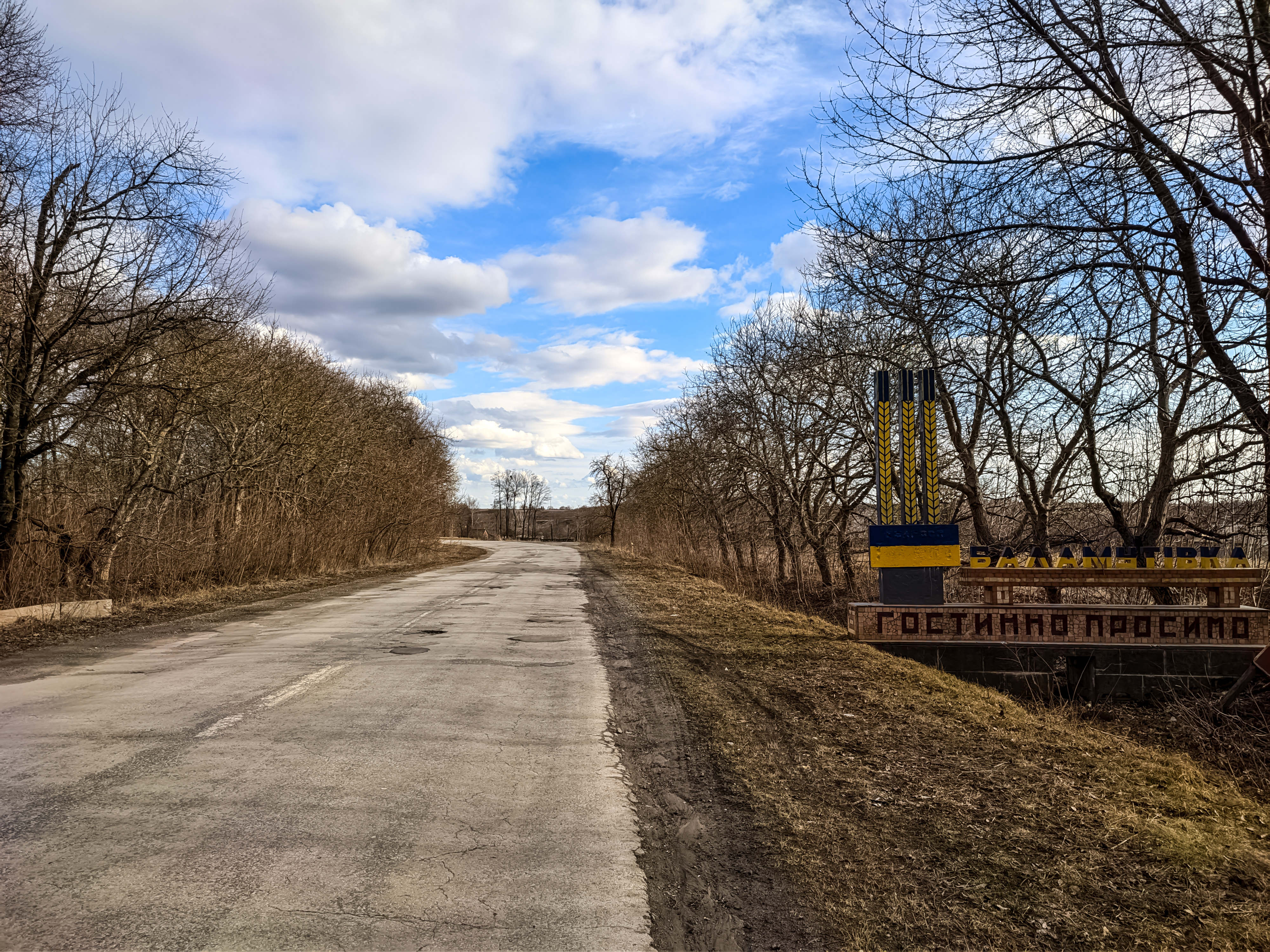
Стела при в'їзді в село
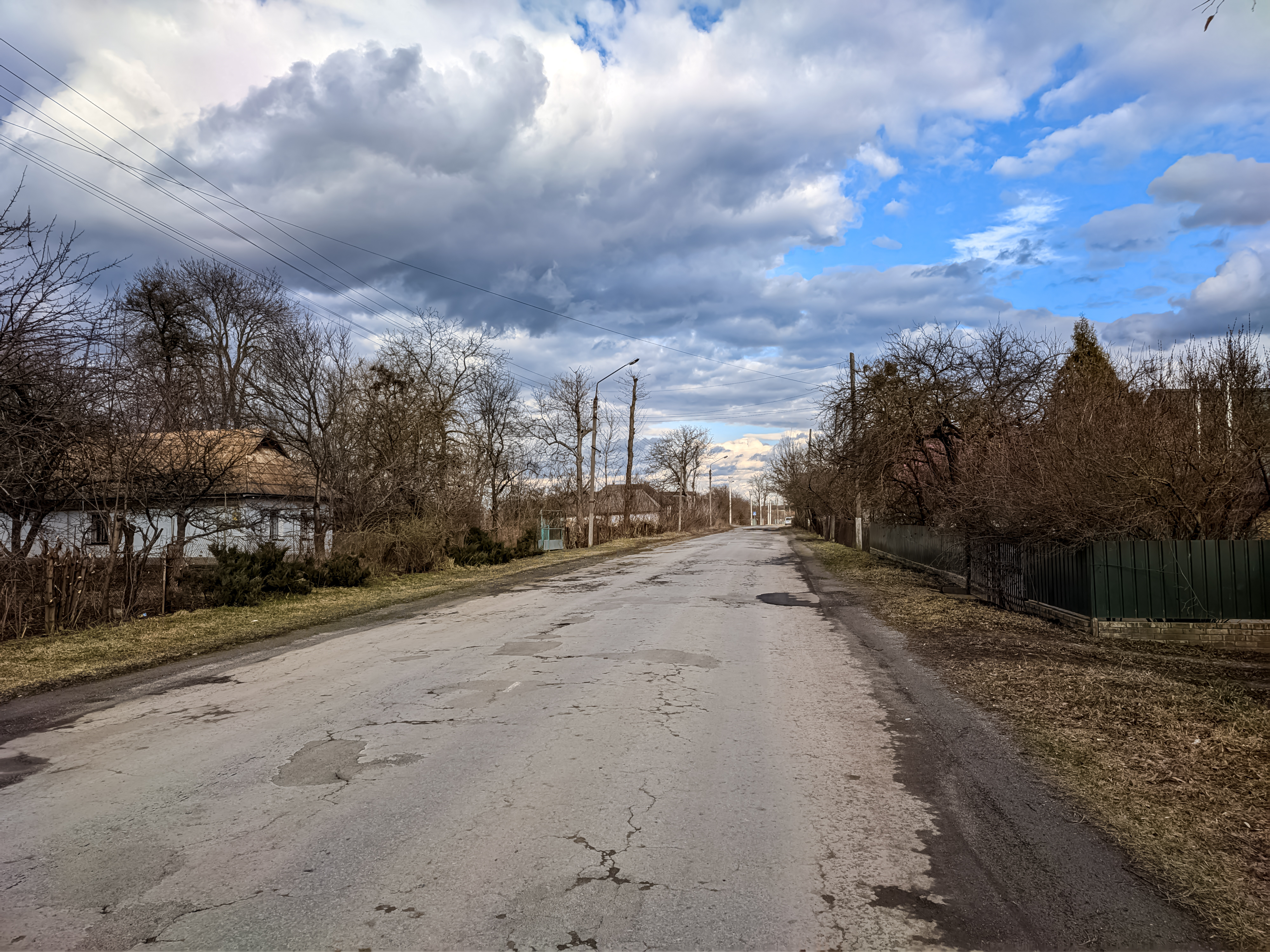
Вулиця Центральна
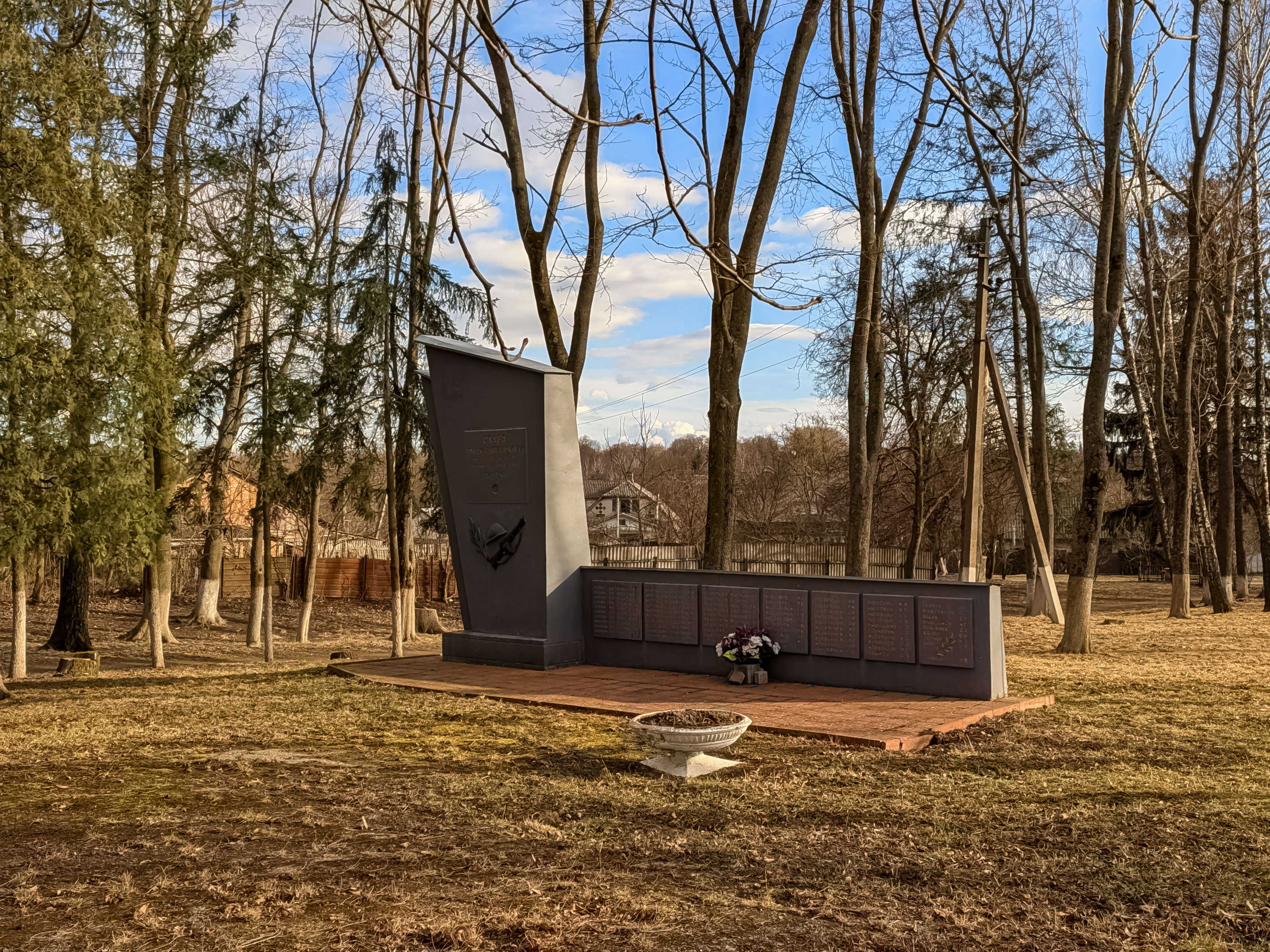
Пам'ятний знак воїнам-односельчанам
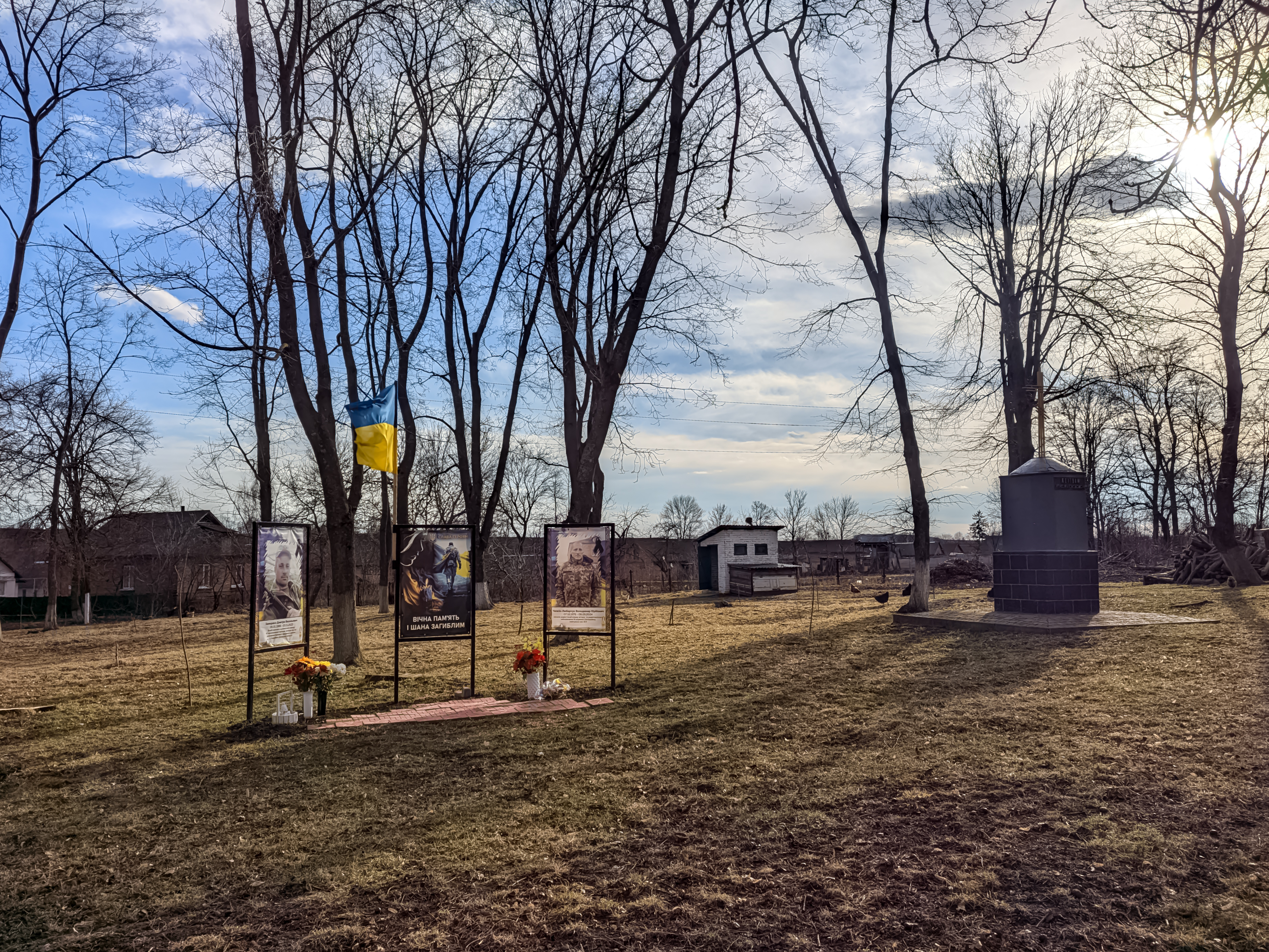
Пам'ятний знак жертвам Голодомору та загиблим односельчанам - учасникам російсько-української війни
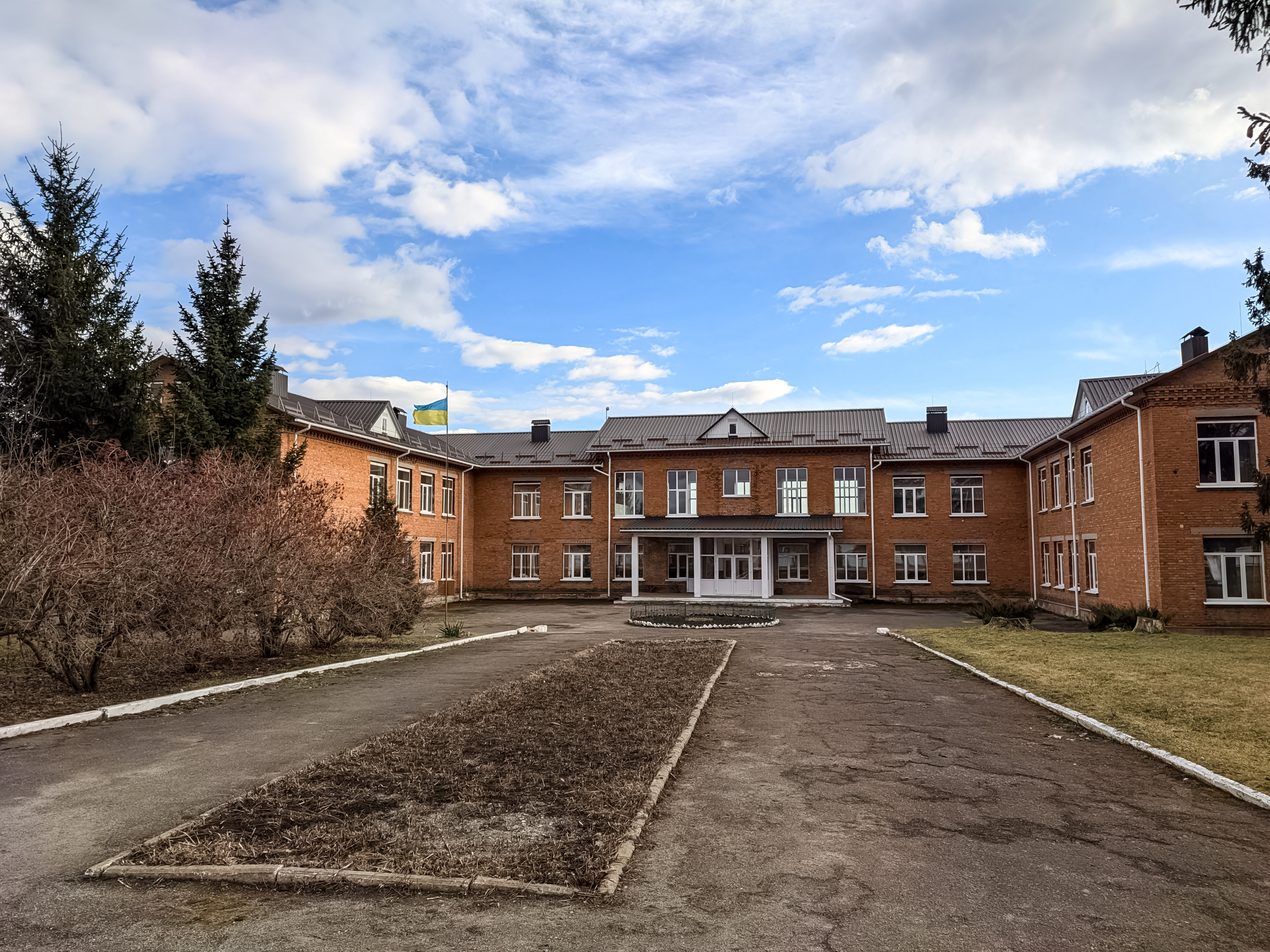
Школа
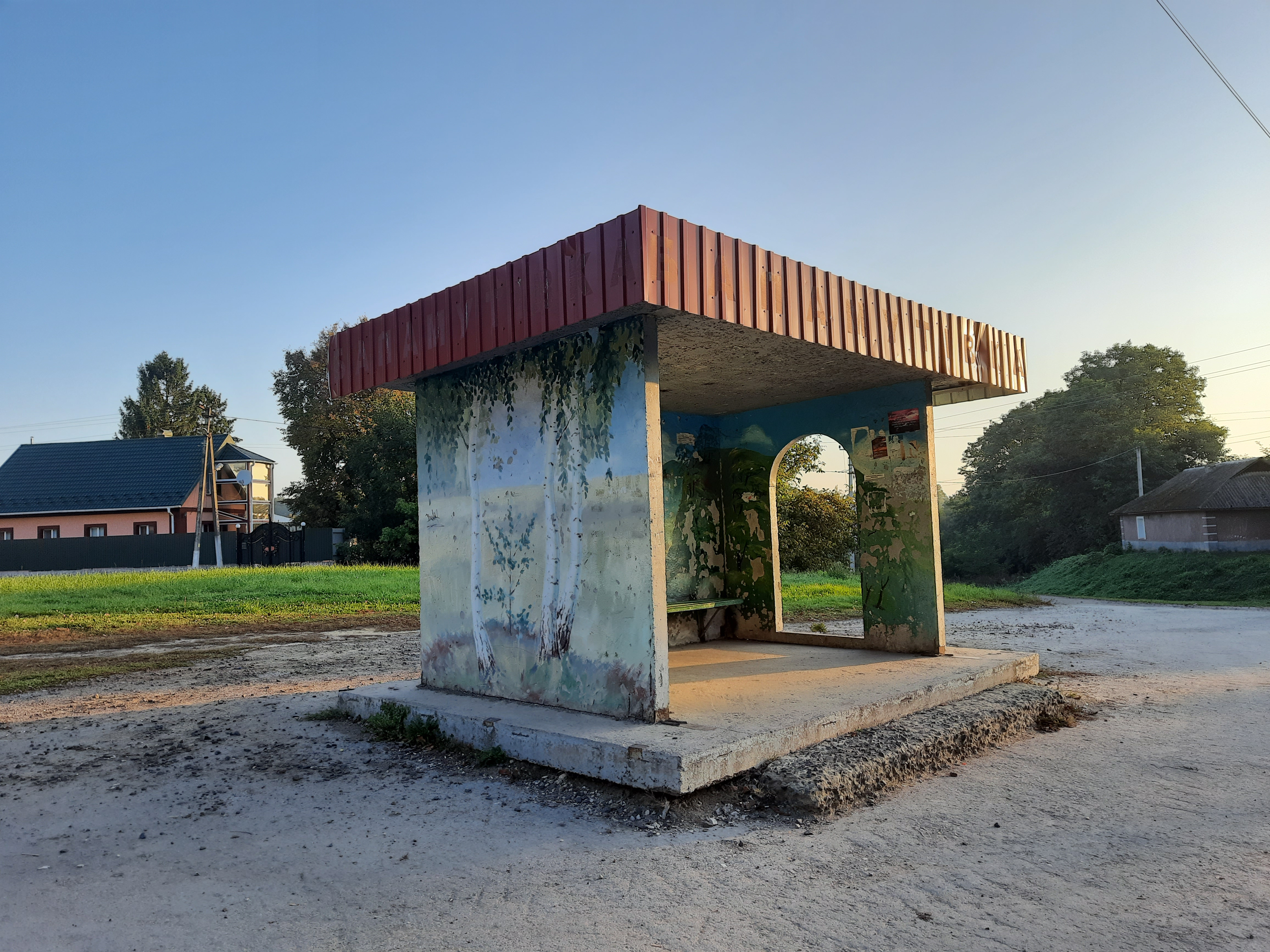
Автобусна зупинка

## Відомі люди
- Хімічев Борис Петрович (12 січня 1933, Баламутівка — 14 вересня 2014, Москва) — радянський і російський актор театру і кіно. Народний артист Росії (1993). Знімався у фільмах: «Айвенго», «Ати-бати, йшли солдати...», «Голова професора Доуеля», «Земля Санникова», «ТАРС уповноважений заявити…», «Баязет» та ін.
- Нагорний Леонід Сергійович — керівник хору «Барвінок», «Заслужений працівник культури»
- Дехтяр Іван Іванович — вчитель фізики, був керівником гуртка юних конструкторів